# Sikorsky H-19 Chickasaw
Sikorsky H-19 Chickasaw, (mã của hãng Sikorsky S-55) là một loại trực thăng đa năng được Lục quân Hoa Kỳ và Không quân Hoa Kỳ sử dụng. Nó được Westland Aircraft chế tạo theo giấy phép nhượng quyền với tên gọi Westland Whirlwind ở Vương quốc Anh. Và Hải quân Hoa Kỳ và Bảo vệ Bờ biển Hoa Kỳ định danh là HO4S, trong khi Thủy quân lục chiến Hoa Kỳ định danh là HRS. Năm 1962, hải quân, bảo vệ bờ biển và thủy quân lục chiến Hoa Kỳ thống nhất định danh là H-19 giống như các phiên bản của lục quân và không quân Hoa Kỳ.

## Biến thể
YH-19
H-19A
SH-19A
H-19B
SH-19B
H-19C
H-19D
HO4S-1
HO4S-2
HO4S-3
HO4S-3G
HRS-1
HRS-2
HRS-3
HRS-4
UH-19A
HH-19A
UH-19B
HH-19B
CH-19E
UH-19F
HH-19G
S-55
S-55A
S-55C
S-55T
S-55QT
OHA-S-55 Heli-Camper
OHA-S-55 Nite-Writer
OHA-S-55 Bearcat
OHA-S-55 Heavy Lift
QS-55 Aggressors
OHA-AT-55 Defender
Whirlwind HAR21
Whirlwind HAS22